# الغ‌بک رحمت‌الله‌یف
اُلُغ‌بک رحمت‌الله‌یف (اوکراینی: Ulug'Bek Rahmatullayev؛ زاده ۲۹ ژانویه ۱۹۸۲ تاشکند)، خواننده اهل ازبکستان است. او یکی از خوانندگان مطرح موسیقی پاپ ازبکستان در آسیا میانه است که آثاری هم به زبان فارسی تاجیکی دارد. 

## زندگی‌نامه
اُلُغ‌بک رحمت‌الله‌یف در ۲۹ ژانویه ۱۹۸۲ در شهر تاشکند در خانواده ایی با پنج فرزند متولد شد. او سومین فرزند خانواده بود. او از سال ۲۰۰۴ فعالیت حرفه خود را شروع کرد اُلُغ‌بک رحمت‌الله‌یف ازدواج کرده و دارای سه فرزند است.

## بیشتر
ملودی ترانه "کی بهتر از تو" از عارف، برپایه ترانه qirmizi olma ساخته رحمت علی‌اف است که پیشتر باصدای رحمت‌الله‌یف منتشر شده بود. 

## آلبوم‌ها
| سال انتشار | نام آلبوم به ازبکی | نام آلبوم به فارسی |
| ---------- | ------------------ | ------------------ |
| ۲۰۰۷       | Sevma              | عشق                |
| ۲۰۰۸       | Sen Ketding        | تو رفتی            |
| ۲۰۱۰       | Kapalak            | پروانه             |